# Xenocompsa martinsi
Xenocompsa martinsi là một loài bọ cánh cứng trong họ Cerambycidae.